# Андай (міське селище)
Андай (узб. Anday, Андай) — міське селище в Узбекистані, у Шахрисабзькому районі Кашкадар'їнської області.
Статус міського селища з 2009 року.